# Alismatacee
Alismataceele (Alismataceae) este o familie de plante monocotiledonate, acvatice și palustre, răspândite în zona temperată și tropicală, cu frunzele bazale dispuse în rozetă, cu canale aerifere în tulpini și în frunze. Familia alismatacee include 11 genuri, cu cca 80 de specii. Flora României conține 6 specii ce aparțin la 3 genuri: Alisma (Limbariță), Caldesia,  Sagittaria (Săgeata apei).

## Clasificare
În sistemul APG III, Alismataceae include trei genuri care anterior făceau parte din Limnocharitaceae. Totuși acum sunt 17 genuri extante și două genuri fosile clasificate în Alismataceae:
| - Albidella Pichon - Alisma L. - Alismaticarpum † Collinson - Astonia S.W.L.Jacobs - Baldellia Parl. - Burnatia Micheli - Butomopsis Kunth - Caldesia Parl. - Damasonium Mill. - Echinodorus Rich. ex Engelm. | - Helanthium (Benth. & Hook. f.) Engelm. ex J.G. Sm. - Hydrocleys Rich. - Limnocharis Bonpl. - Limnophyton Miq. - Luronium Raf. - Ranalisma Stapf - Sagisma † Nikitin - Sagittaria L. - Wiesneria Micheli |

## Specii din România
Flora României conține 6 specii spontane și cultivate ce aparțin la 3 genuri: Alisma (Limbariță), x = 7, 13; Caldesia, x = 11; Sagittaria (Săgeata apei), x = 11.:
- Alisma gramineum = Limbariță (spontan)
- Alisma lanceolatum = Limbariță (spontan)
- Alisma plantago-aquatica = Limbariță (spontan)
- Caldesia parnassifolia  (spontan)
- Sagittaria latifolia  (cultivat)
- Sagittaria sagittifolia = Săgeata apei (spontan)
- Sagittaria subulata  (spontan)
- Sagittaria trifolia  (spontan)